# Bellanoch
Bellanoch ist eine nur aus wenigen Häusern bestehende Ortschaft in der schottischen Council Area Argyll and Bute. Sie liegt am Nordrand der dünnbesiedelten Region Knapdale etwa sieben Kilometer nordwestlich von Lochgilphead und 36 Kilometer südlich von Oban. Durch Bellanoch verläuft der Crinan Canal, der wenige Kilometer weiter nordwestlich bei Crinan in den Jura-Sund mündet. Im Jahre 1991 wurden in Bellanoch 100 Einwohner gezählt.

## Sehenswürdigkeiten und Umgebung
In einem Becken des Crinan Canals bei Bellanoch ist ein Bootsanleger vorhanden. Bei Bellanoch ist ein Denkmal aus der höchsten schottischen Denkmalkategorie A zu finden. Hierbei handelt es sich um eine Straßenbrücke, auf welcher die B8025 auf ihrem Weg von Bellanoch nach Kilmartin das Mündungsgebiet des Flusses Add überquert. Die Islandadd Bridge ist eine Balkenbrücke, die im Jahre 1851 nach Entwürfen des Architekten John Gardner erbaut wurde.